# Arthrospira platensis
Arthrospira platensis — вид ціанобактерій родини Microcoleaceae. Ізольований в озері Ченгай в Китаї, содових озерах Східної Африки та субтропічних лужних озерах.

## Опис
Це нитчаста, грам-негативна, рухлива бактерія. Рухається шляхом енергійного ковзання без видимих джгутиків. Ця бактерія є неазотфіксуючим фотоавтотрофом. Основним джерелом вуглецю є вуглекислий газ, а вода — джерелом електронів для здійснення відновлення CO2.
Arthrospira platensis має єдину кругову хромосому, що містить 6,8 млн пар основ і 6631 генів. Встановлено, що вміст G+C становить 44,3 %.

## Середовище проживання
Arthrospira platensis виявлено в середовищах з високими концентраціями карбонату та бікарбонату. Її також можна знайти у водоймах з високими концентраціями солі через стійкість до лугу та солі. Оптимальна температура для розмноження становить близько 35 °C.